# Euphémie Vauthier

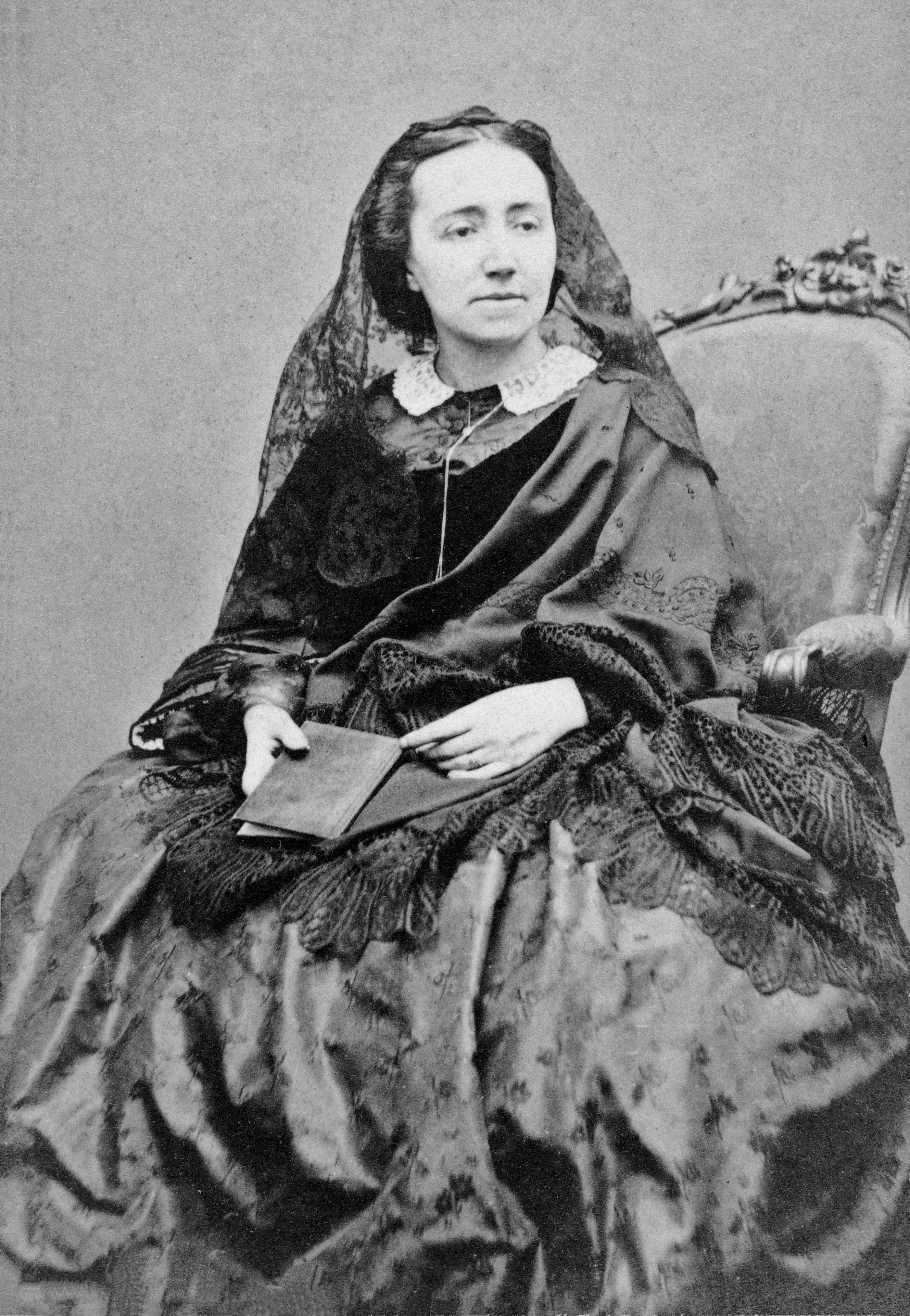
Euphémie Vauthier-Garcin (Étienne Carjat)

Euphémie Marie Félicia Vauthier, verheiratete Euphémie Garcin (* 3. Mai 1829 in Montignac-Lascaux; † 4. Dezember 1900 Antony) war eine französische Schriftstellerin, Journalistin und Lehrerin. Sie war die erste Frau, die wegen eines als politisches Vergehen eingestuften Presseartikels strafrechtlich verfolgt wurde.

## Leben
Euphémie Vauthier war die Tochter des sehr erfolgreichen Brückeningenieurs Pierre Vauthier (1784–1847) und von Magdeleine Adèle Lauraine (1786–1855). Das Paar hatte zehn Kinder; darunter auch den Ingenieur und Politiker Louis Léger Vauthier (1815–1901).
Euphémie genoss, bedingt durch die arbeitsbedingten ständigen Umzüge der Familie, nur eine rudimentäre Schulbildung. Im Alter von 13 Jahren veröffentlichte sie erste Kurzgeschichten in der lokalen Zeitung. 1858 traf sie auf den Dichter Alphonse de Lamartine, der sie zum Schreiben ermutigte. Für ihr folgendes Werk, Léonie, verfasste Lamartine das Vorwort. Auch mit dem späteren Nobelpreisträger Frédéric Mistral pflegte sie zu dieser Zeit intensive Kontakte.

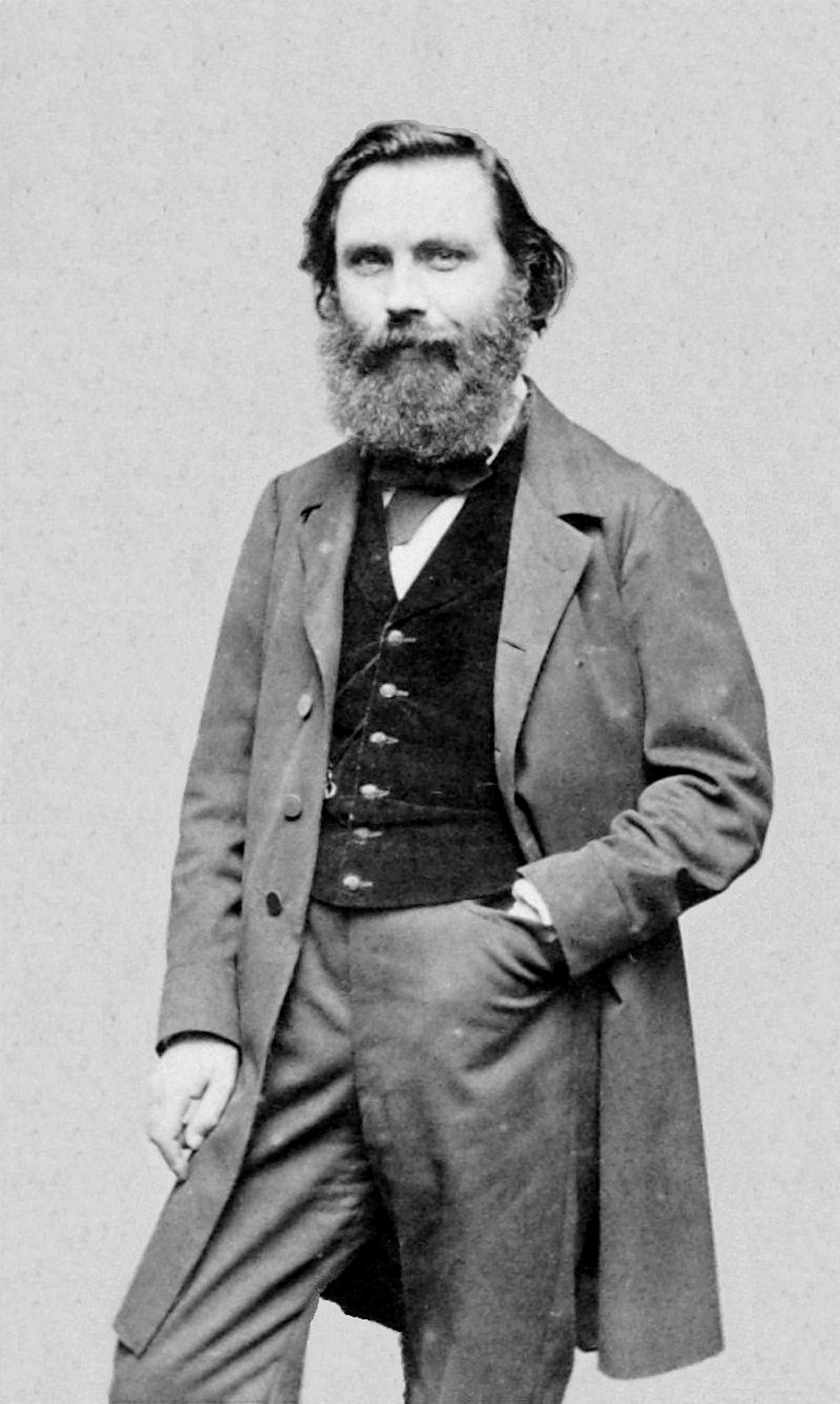
Eugène Garcin (Étienne Carjat)

Nach dem Tod des Vaters erwarb sie ihr Lehrerinnendiplom und gründete in Paris mit drei ihrer Schwestern eine Bildungseinrichtung für junge Mädchen. 1861 heiratete sie den dort beschäftigten Eugène Garcin. Sie hatten zwei Kinder: Frédéric André Louis (1862) und Jean Saint-Ange Charles (1866).
Im September 1865 wurde sie ordentliches Mitglied der Société mutuelle de protection des femmes (Gesellschaft auf Gegenseitigkeit zum Schutz der Frauen). Auch bei der Gründung von Le Droit des femmes im Juni 1868 war sie mit ihrer Freundin André Léo anwesend und veröffentlichte ab Juli 1869 in deren Zeitschrift. Sie war Vorstandsmitglied der Association pour le Droit des femmes. Am 15. Mai 1869 trat sie der Revendication des droits civils refusés à une moitié de la nation (Forderung der Bürgerrechte, die einer Hälfte der Nation verweigert werden) bei.
Als Schriftstellerin war sie ab 1868 Mitglied der Société des gens de lettres (Gesellschaft der Literaten). Sie war auch Mitarbeiterin der Zeitschrift La Vie littéraire.
Euphémie Garcin, die bis zum Deutsch-Französischen Krieg von 1870 Lehrerin in der Hauptstadt war, wurde 1881 zur Geschichtsprofessorin an der ersten von der Stadt Paris gegründeten und von Julie Favre geleiteten École normale supérieure de jeunes filles ernannt. Sie übte diese Tätigkeit bis 1888 aus.

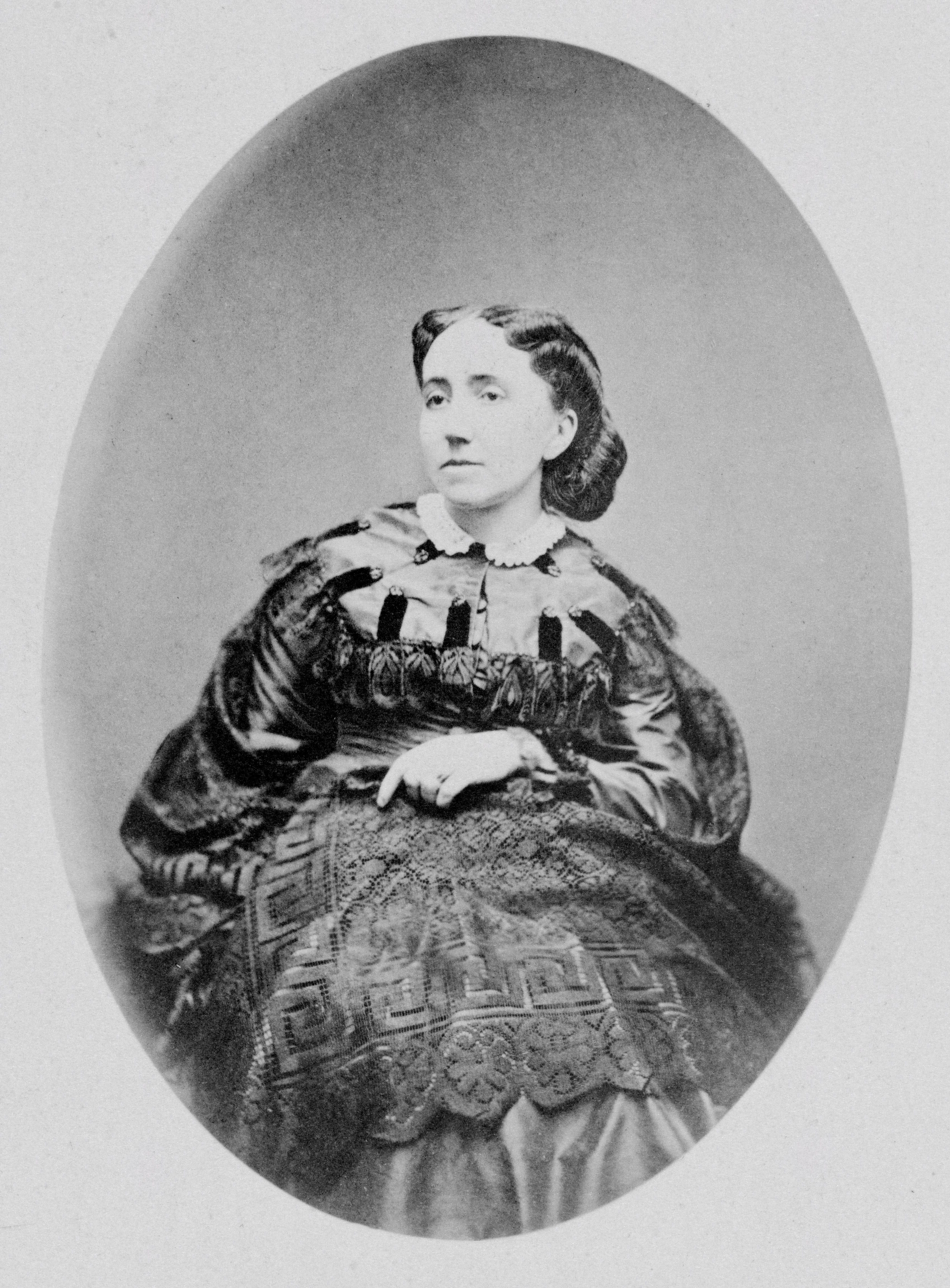
Euphémie Vauthier (Étienne Carjat)

Als Feministin engagierte sie sich auch politisch. Euphémie Vauthier verteidigte während der Pariser Kommune die Opfer der Repression durch die Versailler Armee (das waren die Regierungstruppen). Sie wurde wegen eines Artikels in der Zeitung L’Avenir à Auch, der am 2. Dezember 1871 über die Hinrichtung von Louis Rossel am 28. November erschien und wie folgt begann, strafrechtlich verfolgt: „Sie glauben, ihn getötet zu haben, und für immer lassen sie ihn leben!“ Am 8. April 1872 wurde sie wegen „Beleidigung der Nationalversammlung“ vor das Assisengericht des Départements Gers in öffentlicher Sitzung gestellt und von dessen Vorsitzendem Théophile Audidier freigesprochen, nachdem sie von Victor Hugo unterstützt worden war. Am Ende des Prozesses kam der Staatsanwalt zu dem Schluss: „Ihre Ankläger, Madame, müssen sich nur vor Ihnen verneigen“. Euphémie Vauthier war die erste Frau, die wegen eines politischen Vergehens, das über die Presse begangen wurde, strafrechtlich verfolgt wurde.
Ihr Leben erfuhr einen dramatischen Einschnitt, als ihr Sohn Jean 1888 zweiundzwanzigjährig starb. Sie zog sich daraufhin aus dem öffentlichen Leben zurück.

## Werke
- Conseils aux jeunes filles (Rede). Éditions Firmin Didot, frères et Cie, 1858 (google.de).
- Léonie : Essai d’éducation par le roman. Éditions Librairie Nouvelle Achille Bourdilliat et Cie, 1860 (Digitalisat auf Gallica).
- Charlotte (Roman). Éditions Librairie internationale A. Lacroix, Verboeckhoven et Cie, 1863.
- Une vengeance de la nature (Novelle). Éditions de l’imprimerie Alcan-Levy, 1877 (Digitalisat auf Gallica).
- La femme de lettres pauvre au XIXe siècle. In: La Vie littéraire. 1877.[10]
- L’honneur des femmes et Hélène (Novellen). Éditions Librairie Hachette, 1879.
- Madame Roland (Biographie). Éditions Librairie centrale des publications populaires, Henri E. Martin, 1880.
- Le calvaire d’une enfant (Moral- und Staatsbürgerlehrbuch). Éditions Librairie centrale des publications populaires, Henri E. Martin, 1881.
- Un héros obscur (Moral- und Staatsbürgerlehrbuch). Éditions Librairie centrale des publications populaires, Henri E. Martin, 1881.
- Une expiation. Éditions Librairie centrale des publications populaires, Henri E. Martin, 1881.
- Jacques Cœur : son milieu et son époque (Biographie). Éditions Charavay, Mantoux et Martin, 1881.
- Nora (Roman). Éditions Paul Ollendorff, 1882 (google.de).
- Étienne Marcel (Biographie). Éditions Librairie centrale des publications populaires, Henri E. Martin, 1882 (Digitalisat auf Gallica).

Die ersten beiden Werke wurden unter dem Namen Vauthier veröffentlicht; die anderen unter Garcin. Übersetzungen in die deutsche Sprache sind nicht bekannt.